# Andrew Butt
Andrew Butt es un deportista británico que compitió en remo. Ganó dos medallas de plata en el Campeonato Mundial de Remo, en los años 1992 y 1995.

## Palmarés internacional
| Campeonato Mundial | Campeonato Mundial  | Campeonato Mundial | Campeonato Mundial      |
| Año                | Lugar               | Medalla            | Prueba                  |
| ------------------ | ------------------- | ------------------ | ----------------------- |
| 1992               | Montreal (Canadá)   | Medalla de plata   | Ocho con timonel ligero |
| 1995               | Tampere (Finlandia) | Medalla de plata   | Ocho con timonel ligero |